# Tir aux Jeux européens de 2015
Navigation
Édition suivante
Le tir sportif aux Jeux européens de 2015 a lieu au Baku Shooting Centre, à Bakou, en Azerbaïdjan, du 13 au 19 juin 2015. 19 épreuves sont au programme.
Dix-neuf épreuves sont au programme de ces Jeux. Le programme comporte plusieurs épreuves par équipes mixtes non-olympiques. Les quinze vainqueurs des épreuves olympiques sont automatiquement qualifiés pour les Jeux olympiques de 2016 à Rio de Janeiro.

## Qualifications
La majeure partie (295 sur 330) des quotas de qualification sont attribués en fonction des classements européens en date du 31 décembre 2014. Les places de qualification peuvent être attribuées aux athlètes qui sont parmi : les 33 tireurs les mieux classés en trap (fosse) et skeet hommes, les 30 tireurs les mieux classés dans chaque épreuve de pistolet et de carabine pour les hommes et les femmes, les 18 tireuses les mieux classées en trap (fosse) et skeet femmes et double trap hommes.
Le nombre maximum d'athlètes par pays est de deux pour chaque épreuve. Dans le cas où un pays a plus de deux athlètes parmi les mieux classés, alors les places sont ajoutées au quota pour l'universalité, garantissant un plus grand nombre de nations représentées. En outre, quel que soit le classement, en tant que pays hôte, l'Azerbaïdjan bénéficie d'un quota de 9 places, cinq pour les hommes et quatre pour les femmes.
Il n'y a pas de quotas distincts pour les épreuves mixtes. En fait, seules les nations qualifiées à la fois dans les épreuves hommes et femmes sont qualifiées.

## Programme
| CO | Cérémonie d'ouverture | T | Entrainements | ● | Compétitions | 1 | Finales | CC | Cérémonie de clôture |

| Juin | Juin | 12 | 13 | 14 | 15 | 16 | 17 | 18 | 19 | 20 | 21 | 22 | 23 | 24 | 25 | 26 | 27 | 28 | Épreuves |
| ---- | ---- | -- | -- | -- | -- | -- | -- | -- | -- | -- | -- | -- | -- | -- | -- | -- | -- | -- | -------- |
| Tir  | Tir  | CO | 3  | 3  | 1  | 3  | 3  | 2  | 4  |    |    |    |    |    |    |    |    | CC | 19       |

## Médaillés

### Hommes
| Pistolet à 10 m air comprimé | Damir Mikec                 | João Costa              | Juraj Tuzinsky (en)       |  |  |  |
| Pistolet à 25 m tir rapide   | Christian Reitz             | Alexei Klimov           | Olivier Geis              |  |  |  |
| Pistolet à 50 m              | Damir Mikec                 | Pavol Kopp (en)         | Abdullah Omer Alimoglu    |  |  |  |
|                              |                             |                         |                           |  |  |  |
| Carabine à 10 m air comprimé | Vitali Bubnovich (en) 206.6 | Niccolo Campriani 206.4 | Sergey Richter (en) 185.5 |  |  |  |
| Carabine à 50 m tir couché   | Henri Junghaenel            | Marco De Nicolo         | Sergei Martynov           |  |  |  |
| Carabine à 50 m 3 positions  | Valérian Sauveplane         | Petar Gorsa (en)        | Vitali Bubnovich (en)     |  |  |  |
|                              |                             |                         |                           |  |  |  |
| Trap                         | Alexey Alipov               | Erik Varga (en)         | Giovanni Pellielo         |  |  |  |
| Double trap                  | Vitaly Fokeev (en)          | Richard Bognar (en)     | Antonino Barilla          |  |  |  |
| Skeet                        | Valerio Luchini             | Stefan Nilsson (en)     | Marko Kemppainen          |  |  |  |

#### Femmes
| Pistolet à 10 m air comprimé | Zorana Arunovic           | Sonia Franquet Calvente (en) | Viktoria Chaika (en)   |  |  |  |
| Pistolet à 25 m              | Heidi Diethelm Gerber     | Antoaneta Boneva             | Monika Karsch          |  |  |  |
|                              |                           |                              |                        |  |  |  |
| Carabine à 10 m air comprimé | Andrea Arsovic (en) 207.8 | Sarah Hornung 207.7          | Barbara Engleder 186.0 |  |  |  |
| Carabine à 50 m 3 positions  | Petra Zublasing (en)      | Laurence Brize               | Olivia Hofmann         |  |  |  |
|                              |                           |                              |                        |  |  |  |
| Trap                         | Fatima Galvez (en) 206.6  | Arianna Perilli (en) 206.4   | Elena Tkach (en) 185.5 |  |  |  |
| Skeet                        | Amber Hill                | Diana Bacosi                 | Chiara Cainero         |  |  |  |

### Mixte
| Pistolet à 10 m | Allemagne Christian Reitz Monika Karsch       | Grèce Konstantinos Malgarinos Ánna Korakáki    | Russie Vladimir Gontcharov Ekaterina Korshunova |  |  |  |
|                 |                                               |                                                |                                                 |  |  |  |
| Carabine à 10 m | Italie Niccolo Campriani Petra Zublasing (en) | Danemark Steffen Olsen Stine Nielsen (en)      | Russie Sergeï Kruglov Daria Vdovina (en)        |  |  |  |
|                 |                                               |                                                |                                                 |  |  |  |
| Trap            | Slovaquie Erik Varga (en) Zuzana Štefečeková  | Russie Alexey Alipov Elena Tkach (en)          | Saint-Marin Manuel Mancini Alessandra Perilli   |  |  |  |
| Skeet           | Italie Valerio Luchini Diana Bacosi           | Chypre Yórgos Achilléos Andri Eleftheriou (en) | France Anthony Terras Lucie Anastassiou         |  |  |  |

## Tableau des médailles
| Rang  | Nation      | Or | Argent | Bronze | Total |
| ----- | ----------- | -- | ------ | ------ | ----- |
| 1     | Italie      | 4  | 3      | 3      | 10    |
| 2     | Serbie      | 4  |        |        | 4     |
| 3     | Allemagne   | 3  |        | 3      | 6     |
| 4     | Russie      | 2  | 2      | 3      | 7     |
| 5     | Slovaquie   | 1  | 2      | 1      | 4     |
| 6     | France      | 1  | 1      | 1      | 3     |
| 7     | Espagne     | 1  | 1      |        | 2     |
| -     | Suisse      | 1  | 1      |        | 2     |
| 9     | Biélorussie | 1  |        | 3      | 4     |
| 10    | Royaume-Uni | 1  |        |        | 1     |
| 11    | Saint-Marin |    | 1      | 1      | 2     |
| 12    | Hongrie     |    | 1      |        | 1     |
| -     | Grèce       |    | 1      |        | 1     |
| -     | Bulgarie    |    | 1      |        | 1     |
| -     | Croatie     |    | 1      |        | 1     |
| -     | Chypre      |    | 1      |        | 1     |
| -     | Suède       |    | 1      |        | 1     |
| -     | Danemark    |    | 1      |        | 1     |
| -     | Portugal    |    | 1      |        | 1     |
| 20    | Autriche    |    |        | 1      | 1     |
| -     | Israël      |    |        | 1      | 1     |
| -     | Turquie     |    |        | 1      | 1     |
| -     | Finlande    |    |        | 1      | 1     |
| Total | Total       | 19 | 19     | 19     | 57    |